# Admiral Hipper
De Admiral Hipper was een Duitse zware kruiser uit de Tweede Wereldoorlog. Het schip is genoemd naar admiraal Franz Ritter Von Hipper, die ten tijde van de slag van de Doggersbank en de slag bij Jutland in de Eerste Wereldoorlog het bevel voerde over het Duitse slagkruisereskader.
Het is het eerste schip van de Hipperklasse. Net als de zusterschepen, de Blücher en de Prinz Eugen, werd het schip in het midden van de jaren dertig gebouwd na het afsluiten van het Brits-Duits vlootverdrag van 1935. 
De Admiral Hipper was zonder twijfel het actiefste kapitale schip van de Kriegsmarine, de kruiser was aanwezig op alle strijdtonelen: eerst tijdens Operatie Weserübung, de invasie van Noorwegen in 1940, dan met twee raids tijdens de slag om de Atlantische Oceaan en ten slotte in Noorwegen met acties in de Noordelijke IJszee. 
Na het debacle van de Kriegsmarine in de slag in de Barentszzee werd de kruiser buiten dienst gesteld. Uiteindelijk werd de kruiser vernietigd in het droogdok te Kiel bij luchtaanvallen.

## Ontwerp en Bouw

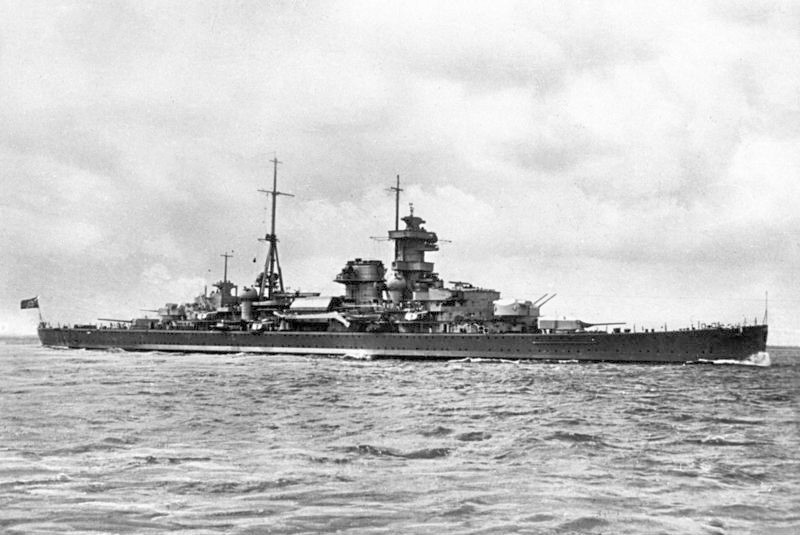
De Admiral Hipper met rechte boeg

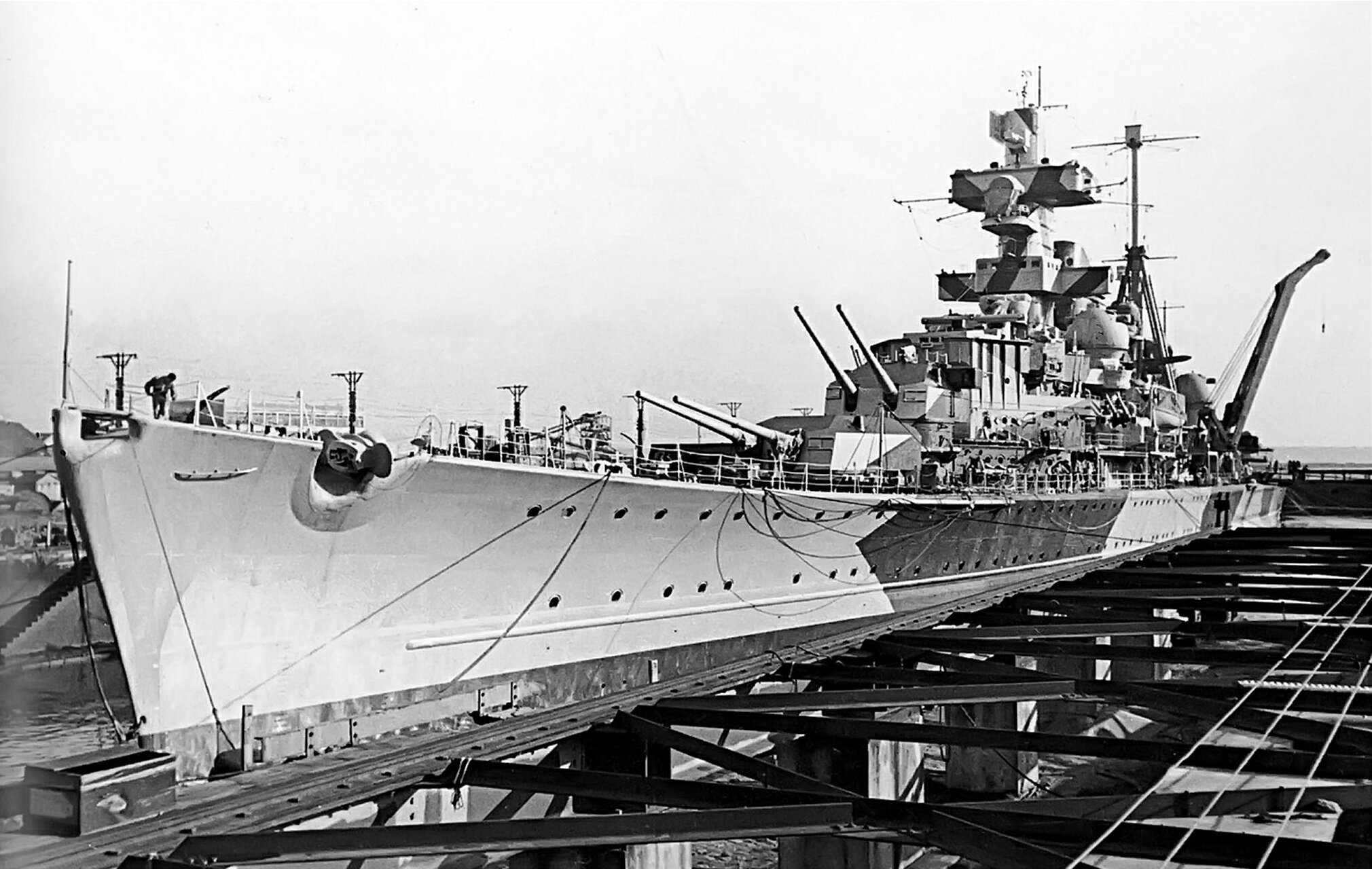
De Admiral Hipper in het dok te Brest 1941. De klipperboeg is duidelijk herkenbaar.

De kiellegging vond plaats op 6 juni 1935 op de Blohm & Voss werf te Hamburg met bouwwerfnummer 501. Al op 6 februari 1936 gebeurde de tewaterlating, maar de afwerking liep vertraging op: zo bleken de ketelruimtes voor de stoomturbines te klein bemeten en moesten die alsnog vergroot worden, wat ten koste ging van de bunkercapaciteit voor stookolie. In maart 1939 werd de eerste testvaart gehouden en op 29 april 1939 werd het schip in dienst gesteld.
De tegenslag met de ketelruimtes had er al voor gezorgd dat de actieradius van het schip verminderd was, maar tijdens de proefvaarten bleek ook dat het brandstofverbruik van de nieuwsoortige hogedrukketels veel hoger lag dan verwacht. Als gevolg daalde actieradius nog verder.
Nog tijdens de bouw kwam aan het licht dat de rechte, atlantische boeg waarmee de grote, recent gebouwde Duitse schepen mee waren uitgerust, in de praktijk niet voldeed. Toch werd de boeg van de Hipper niet direct aangepast; gezien de spanningen op het politieke wereldtoneel in het voorjaar van 1939 wou men zo snel mogelijk de kruiser in dienst nemen en de boegaanpassing zou te veel vertraging veroorzaken. Pas nadat het schip in de vaart genomen werd en het schip weer ingedokt moest worden tussen 6 november 1939 en begin januari 1940 voor de afwerking, werd de boeg aangepast en werd de rechte vorm veranderd naar een kromme klipperboeg. Ook werd er een schuine schoorsteenkap gemonteerd om te verhinderen dat de rook de commandotoren te veel zou hinderen. De admiraalsbrug werd dichtgemaakt en verglaasd zodat het commando niet aan de elementen overgeleverd was.
De schepen van de Admiral Hipper-klasse waren de eerste Duitse schepen met een vliegtuighangar. Eerdere schepen hadden enkel een katapult waarop een vliegtuig geparkeerd werd. De vliegtuighangar moest oorspronkelijk plaats bieden aan twee operationele toestellen, maar uiteindelijk moest een van de twee toestellen gedemonteerd worden (en was dus niet direct inzetbaar) om alle twee de toestellen in de hangar te krijgen. Ook bleef er een vliegtuig geparkeerd op de katapult, zodat in totaal drie toestellen meegevoerd werden.
Bij raids op de Atlantische Oceaan werd de hoofdmast versterkt, om er een uitkijkpost op 38 m hoogte te kunnen inrichten. Pas in begin 1940 kreeg de Admiral Hipper een FuMo-22-radar op de draaistand van de afstandsmeter op de voormars. Later in 1941 werd die vervangen door een FuMo-26 en werd ook een bijkomende FuMo-26 op de achterste afstandsmeter geïnstalleerd.

## Operationele Dienst
De Admiral Hipper werd volledig operationeel verklaard op 17 februari, en al de volgende dag startte de eerste actie: als deel van Operatie Nordmark werd tussen 18 februari en 20 februari een uitval gedaan in de Noordzee tegen het konvooiverkeer tussen Noorwegen en het Verenigd Koninkrijk.

### De invasie van Noorwegen

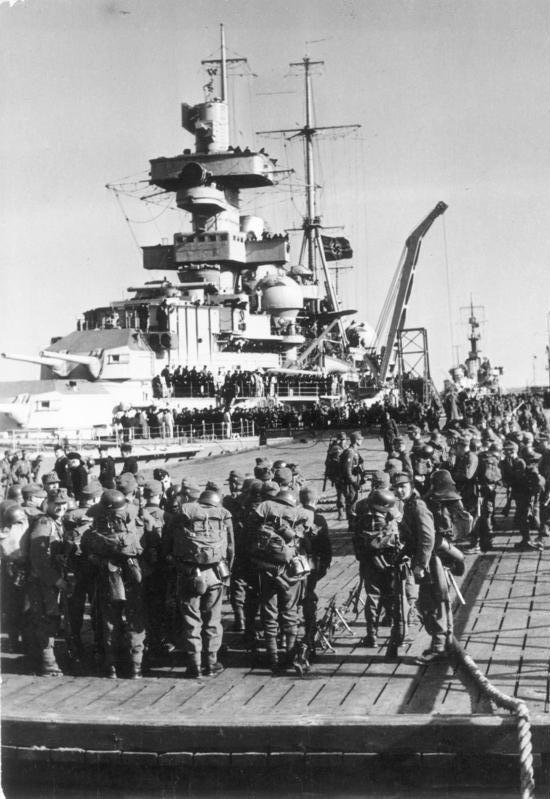
Duitse soldaten schepen zich in op de Admiral Hipper.

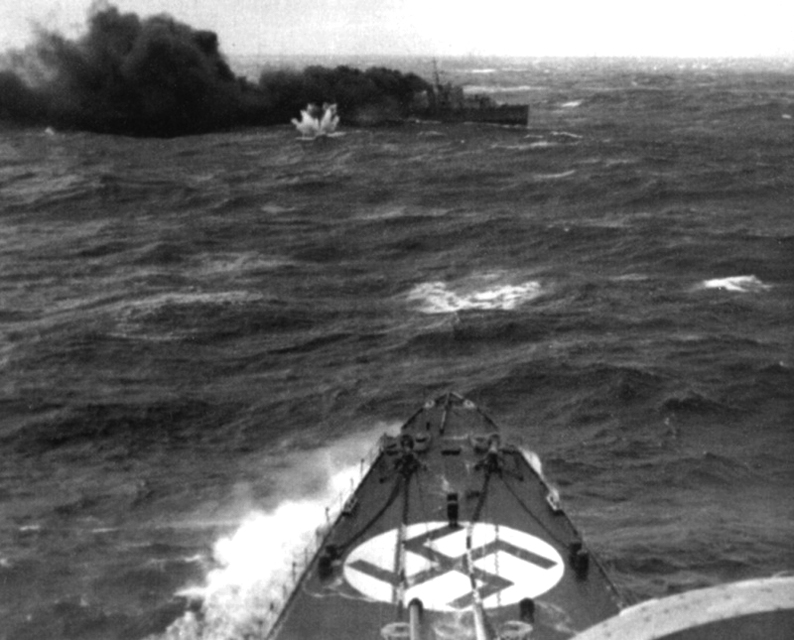
De Britse torpedobootjager Glowworm draait naar de Admiral Hipper toe om hem te rammen.

Bij Operatie Weserübung, de invasie van Noorwegen in 1940, maakte de Admiral Hipper deel uit van het eskader dat de haven van Trondheim moest veroveren. Daarvoor werden 1700 soldaten ingescheept op de kruiser en vier torpedobootjagers. Op weg naar Noorwegen werd het eskader ontdekt door de Britse torpedojager HMS Glowworm.  In een verbeten gevecht bracht de Admiral Hipper met zijn superieure bewapening de Glowworm tot zinken, maar kwam daarbij niet ongeschonden uit de strijd; voordat de Glowworm zonk, ramde hij de Admiral Hipper, wiens kapitein Hellmuth Heye via het Rode Kruis aan de Royal Navy schreef dat hij onder de indruk was van de moed van Gerard Broadmead Roope, de commandant van de Glowworm, die bij dit gevecht omkwam. Dit droeg bij aan het toekennen van een postuum Victoria Cross aan Roope, het eerste van de Tweede Wereldoorlog.
De schade aan de Admiral Hipper viel op het eerste gezicht mee en de missie werd verdergezet. Een van de boordvliegtuigen werd in zwaar weer gelanceerd om te controleren of geen andere Britse eenheden de weg versperden. Nadat het vliegtuig zijn verkenning uitgevoerd had en de weg had geklaard, kon het niet weer bij het schip landen door het zware weer, het moest doorvliegen naar de Noorse kust en daar noodlanden. 
Door op hoge snelheid op Trondheim aan te sturen, en door de signalen met de Noorse kustverdediging zo veel mogelijk te rekken, kon het eskader de Noorse kustbatterijen verschalken en de haven binnensturen. Daar werden de troepen ontscheept en zodra die de kustbatterijen hadden veroverd, konden de Duitse schepen terugkeren. Maar er waren nog twee problemen: de tanker die het eskader had moeten bevoorraden met stookolie was niet in Trondheim geraakt, en buiten de Noorse kust lag de gealarmeerde Britse vloot op de loer. Op 10 april in de namiddag landde een van de boordvliegtuigen van de Scharnhorst langs de Admiral Hipper in Trondheim. Het vliegtuig bracht instructies van de Duitse vlootchef om samen met het Duitse slageskader door te breken naar Duitsland. Die nacht werd tijdens stormweer de thuisreis met halflege stookoliebunkers aangevat.

### Operatie Juno

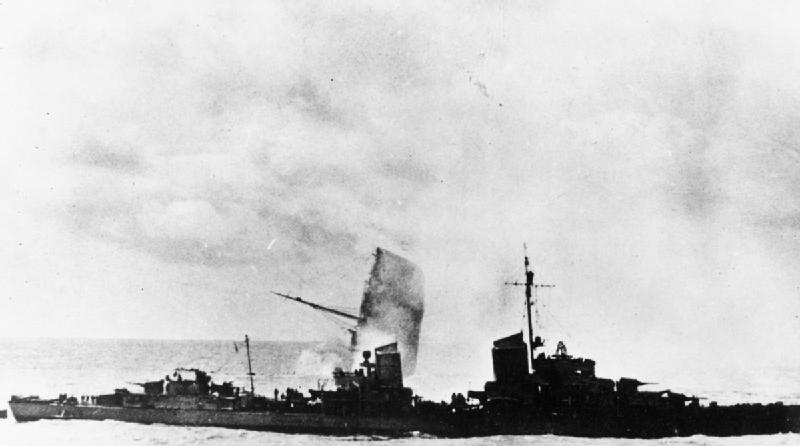
Het lege troepentransportschip Orama wordt tot zinken gebracht tijdens operatie Juno.

Na een kort verblijf in het droogdok om de schade toegebracht door de Glowworm te repareren, was de Admiral Hipper begin juni weer operationeel. Aangezien de strijd in Noorwegen nog niet beslecht was, besloten de Duitsers het geallieerde steunpunt bij Harstad aan te vallen. Het Duits eskader bestond uit de slagkruisers Scharnhorst en Gneisenau, de zware kruiser Admiral Hipper en vier torpedobootjagers. Tijdens de eerste fase van de operatie bracht het eskader drie Britse schepen tot zinken: de bewapende trawler Juniper,  de tanker Oil Pioneer en het lege troepentransportschip Orama. Dan splitste het eskader zich: de slagkruisers gingen zich bevoorraden bij een tanker en zetten de missie voort, maar de kruiser en de torpedobootjagers keerden terug naar Trondheim, om de Duitse troepen daar te steunen en te beschermen. Nadat beide slagkruisers een Brits eskader bestaande uit het vliegdekschip Glorious en de torpedobootjagers Ardent en Acasta had vernietigd, moesten ze eveneens terugkeren naar Trondheim omdat de Scharhorst een ernstige torpedotreffer had opgelopen in datzelfde gevecht.

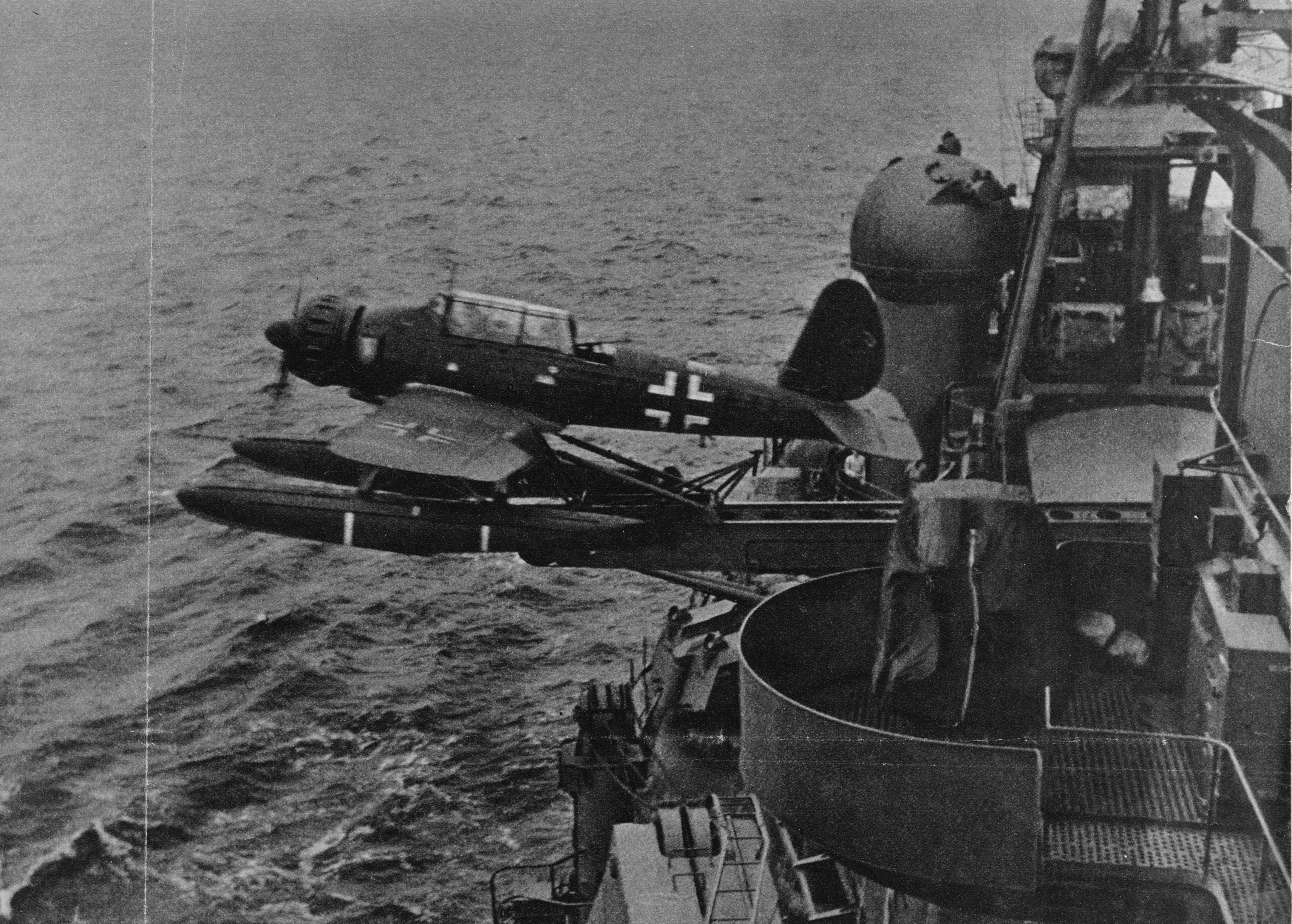
Katapultstart van een Arado 196A boordvliegtuig

De Admiral Hipper liep terstond weer uit op 10 juni met de Gneisenau en de torpedobootjagers, maar ze keerden na twee dagen al terug want de gezochte doelen hadden ondertussen een zwaar escorte gekregen.
Op 20 juni maakte hetzelfde eskader vanuit Trondheim een uitval naar IJsland. Men wou de indruk geven door te breken naar de Atlantische Oceaan, om zo de Britse vloot weg te lokken van Noorwegen en de beschadigde Scharnhorst een kans te geven naar Duitsland terug te keren. De Gneisenau werd echter getorpedeerd door een onderzeeër en moest beschadigd terug naar Trondheim kruipen. Na voorlopige reparaties keerde ook de Gneisenau terug naar Duitsland en bleef de Admiral Hipper als enig groot schip over in Noorwegen.

Om het schip niet nutteloos in de Noorse fjorden te houden, wordt op initiatief van de kapitein van de Admiral Hipper een operatie opgezet om handelsverkeer in de Arctische wateren te onderscheppen. Op 25 juli verliet de kruiser zonder escorte Trondheim en zette koers naar het Noorden. De volgende dag al kan een verkenningsvliegtuig een schip rapporteren, maar dat bleek een neutrale Fin te zijn. Op 31 juli verongelukt een van de verkenningsvliegtuigen bij het landen. Maar op 1 augustus heeft de Admiral Hipper succes: bij het inspecteren van het Finse schip Esther Torsen wordt driekwart ton goud als contrabande gevonden en het schip wordt opgebracht.

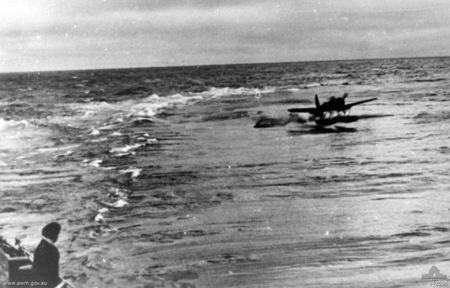
Landing van een boordvliegtuig

Na deze bescheiden operatie keerde de Admiral Hipper op 10 augustus terug naar Wilhelmshaven voor een hernieuwd verblijf in het droogdok, ter voorbereiding op de invasie van Engeland. De Admiral Hipper had die operatie niet rechtstreeks moeten ondersteunen, aangezien de Britse vloot veel te sterk was, maar de kruiser zou voor een afleidingsmanoeuvre (Operatie Herbstreise) moeten zorgen. Voor deze operatie liep de Admiral Hipper twee keer uit naar de Noordzee, maar bij de tweede poging brak er brand uit in de machinekamer, de machines moesten gestopt worden en de kruiser dreef enkele uren stuurloos rond. De Britse verkenning liet het afweten, het schip werd niet ontdekt en kon terugkeren naar Duitsland voor reparaties.

### De Atlantische Oceaan

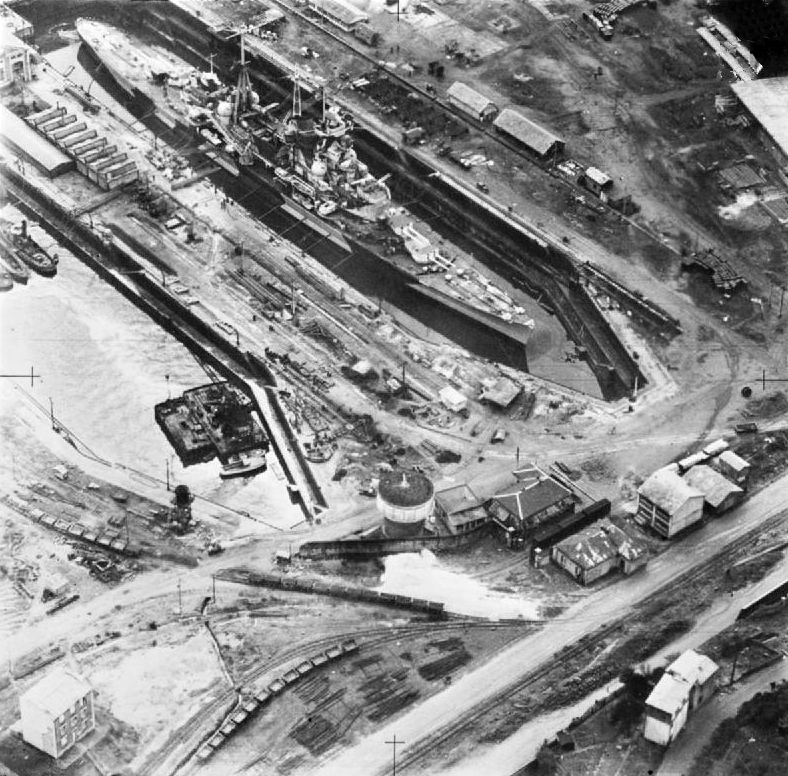
De Admiral Hipper ingedokt te Brest, 1941

Toen de invasie van Engeland afgelast werd, spitste de Duitse marine zich toe op de slag om de Atlantische Oceaan. De bedoeling was om Groot-Brittannië af te snijden van zijn bevoorrading. Al vanaf het begin van de oorlog had Engeland een konvooisysteem ingevoerd om koopvaardijschepen te kunnen beschermen. Schepen die te traag of snel genoeg waren, moesten alleen reizen. In deze periode had Engeland nog geen escorteschepen genoeg om de konvooien van begin tot eind te beschermen. Alleen op het stuk dicht bij Engeland was een escorte voorzien tegen duikboten, op andere stukken was er enkel een hulpkruiser als escorte tegen kaperschepen. Om een gemakkelijk konvooi te pakken te krijgen moest men dus verder de Atlantische Oceaan op. 
Op 30 november begon de Admiral Hipper aan operatie Nordseetour: via de straat van Denemarken brak de kruiser door naar de Atlantische Oceaan. De Admiral Hipper had constant zorgen om de oliebunkers op tijd bijgevuld te krijgen op zee via de Duitse bevoorradingsschepen. Ook het weer zat niet mee: heel de maand december was er storm en orkaan. Het schip zocht tevergeefs naar de door de inlichtingendiensten gemelde konvooien SC-15 en HX-95. Uiteindelijk verliet de kruiser de Noord-Atlantische konvooiroutes en gaat naar het zuiden, naar de konvooiroute tussen Engeland en West-Afrika. Met een verkenningsvliegtuig probeerde men de konvooien SL-58 en SLS-58 te vinden, maar het vliegtuig ging verloren en weer vond de Admiral Hipper geen prooi. Pas op de avond van 24 december ontdekte de radar van de Admiral Hipper een groep schepen, maar wanneer hij de volgende morgen aanviel bleek het niet om een zwak geëscorteerd koopvaarderskonvooi te gaan, maar om het zwaar geëscorteerd troepentransport WS-5A. Een verrassingsaanval met torpedo's mislukte, met zijn artillerie kon de Admiral Hipper twee schepen van het konvooi beschadigen alvorens het escorte ingreep. Bij het daaropvolgend gevecht trok de Admiral Hipper aan het langste eind: hij plaatste een paar treffers op de Britse zware kruiser Berwick en kon dan het gevecht afbreken en ongemerkt vluchten. Nu de vijand gealarmeerd was, was er geen sprake meer van om op tijd nog te kunnen bijtanken op zee en de Admiral Hipper zette koers naar bezet Frankrijk. Op weg naar Frankrijk kwam de kruiser nog de alleenvarende koopvaarder Jumna tegen, die zonder aanhouden direct tot zinken gebracht werd waarbij de gehele bemanning omkwam. Op 27 december meerde de Admiral Hipper in Brest aan.
Pas op 4 januari ontdekten de Britten de kruiser in Brest en direct begonnen de luchtaanvallen. De Admiral Hipper liep op 1 februari opnieuw uit om konvooien aan te vallen. Aangezien de Duitse slagschepen Scharnhorst en Gneisenau op de Noord-Atlantische route opereerden, kreeg de Admiral Hipper weer de Noord-Zuid route toegewezen.  Op 11 februari vond de Admiral Hipper een eerste slachtoffer: de alleenvarende koopvaarder Iceland was een overlever van het door de U 37 en Fw 200 Condor-vliegtuigen aangevallen konvooi HG-53⁣, maar viel nu ten prooi aan de Admiral Hipper. In de avond werd een groep schepen ontdekt op de radar en de volgende ochtend werd de aanval ingezet. Deze keer ging het om het ongeëscorteerd konvooi SLS-64 en de Admiral Hipper kon ongestoord met torpedo's en kanonvuur aanvallen. Zeven schepen werden gekelderd en twee andere werden zwaar beschadigd. Na deze operatie liep de Britse vloot in Gibraltar, de force H, uit en zette de jacht in. De Admiral Hipper keerde terug naar Frankrijk en meerde weer aan in Brest op 15 februari. Dan ging de kruiser het droogdok in voor een grote onderhoudsbeurt. Daarbij werden enkele watertanks omgebouwd tot brandstofbunkers om het operationele bereik te vergroten.

### Naar Noorwegen

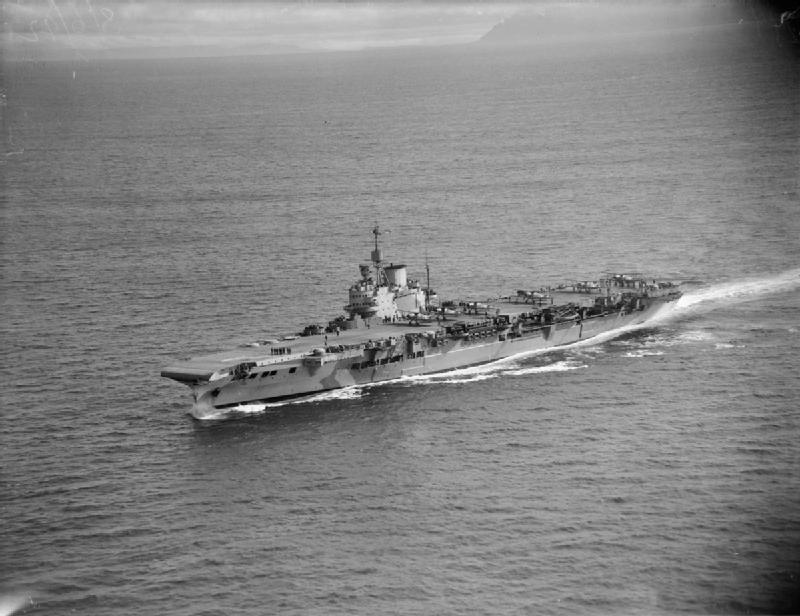
Een vliegdekschip met torpedovliegtuigen. Sedert het verlies van de Bismarck en het bijna-verlies van de Tirpitz wil Hitler geen vlootoperaties meer toelaten zolang er Britse carriers in de buurt waren.

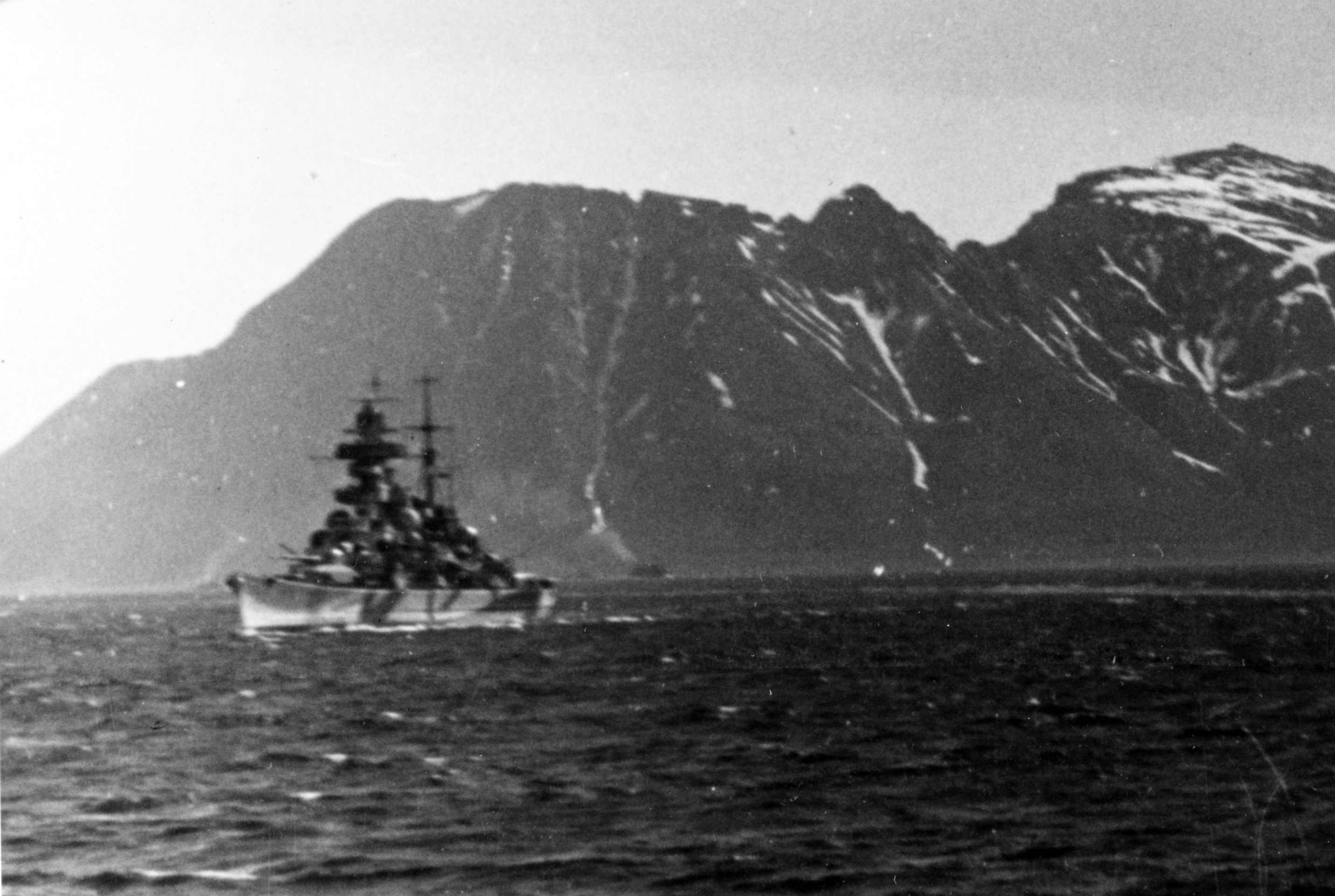
De zware kruiser Admiral Hipper in een Noorse fjord, gefotografeerd vanaf de Tirpitz bij het uitlopen voor operatie Rösselsprong tegen konvooi PQ-17

Wegens de aanhoudende bombardementen op Brest, keerde de Admiral Hipper op 15 maart 1941 terug naar Duitsland via de straat van Denemarken. Bij aankomst in Kiel werd het schip ingedokt voor een grondige onderhoudsbeurt, die 7 maanden in beslag nam. Pas in maart 1942 was het schip weer vol operationeel. Intussen was de strategische situatie volkomen veranderd: door de uitgebreide luchtverkenning en de intrede van de Verenigde Staten aan de oorlog was het uitgesloten dat er nog raids op de Atlantische Oceaan gehouden konden worden. Hitler was er persoonlijk van overtuigd dat de Geallieerden zo snel mogelijk in Noorwegen zouden landen en hij wilde de Duitse vloot daar concentreren als een 'fleet-in-being'.  Dus op 19 maart 1942 vertrok de Admiral Hipper naar Trondheim om zich op 21 maart bij het eskader van Trondheim (waar onder andere de Admiral Scheer en de Tirpitz toe behoorden) te voegen.
Na de Duitse inval in de Sovjet-Unie, en nog meer na de intrede van de Verenigde Staten, gaven de Britten en de Amerikanen de Sovjets materiële steun via de Leen- en Pachtwet. Tanks, vliegtuigen, munitie en allerhande materiaal werden naar de Sovjet-Unie gestuurd. Daar waren twee wegen voor: Via Perzië over land, maar die route had een beperkte capaciteit. Het alternatief was de zeeroute over de Noordelijke IJszee via IJsland naar de havens van Moermansk en Archangelsk in het noorden. Vanaf begin 1942 werd er een konvooiroute geopend, eerst de PQ-konvooien, en vanaf winter 1942 de JW-konvooien. Die konvooien moesten dus om Noorwegen heen, waar de Duitse vloot verzameld was. Dit was natuurlijk een uitgelezen kans om die vloot in actie te laten komen.

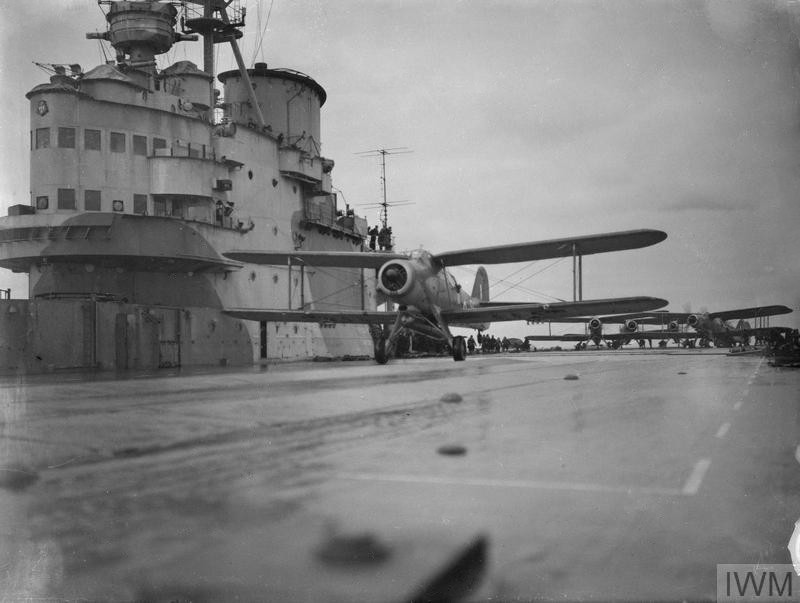
Een van de twaalf torpedovliegtuigen die de Tirpitz gaan aanvallen, stijgt op.

Begin maart 1942 had het slagschip Tirpitz het konvooi PQ-12 aangevallen. Bij deze actie had het schip bijna hetzelfde lot ondergaan als zijn zusterschip de Bismarck: getorpedeerd worden door vliegtuigen van een vliegdekschip en daarna afgemaakt door de slagschepen. Hitler vreesde dat zijn vlaggenschip verloren zou gaan en verbood uitdrukkelijk om gevechten aan te gaan voordat de dreiging van de Britse vloot geneutraliseerd was. Als gevolg daarvan moest de pas aangekomen Admiral Hipper aan de ketting blijven. De PQ-konvooien werden groter en groter en de druk om ze te stoppen groeide door de situatie aan het Oostfront. De volgende vier konvooien werden door torpedobootjagers, duikbommenwerpers, torpedotoestellen en onderzeeërs aangevallen met gemengde resultaten.
Bij de passage van konvooi PQ-17 zou de oppervlaktevloot paraat gehouden worden voor operatie Rösselsprung: De Duitse vloot werd in twee groepen onderverdeeld: het slagschip Tirpitz en de zware kruiser zouden afrekenen met het escorte, de vestzakslagschepen zouden de koopvaarders aanpakken. Maar voor ze in actie mochten komen moesten eerst de escorterende vliegdekschepen uitgeschakeld worden. Zolang dat niet gebeurd was, moesten de Duitse schepen binnengaats blijven. De Luftwaffe probeerde de carrier buiten gevecht te stellen, maar dit lukte niet. Toch gaf men de Duitse vloot bevel om al van Trondheim naar de Altafjord, een haven hoger in het noorden te gaan. De Britten interpreteerden dit als de start van een grote aanval. De Britse admiraliteit beval om het konvooi te verstrooien; elk schip moest zijn eigen weg vinden in de hoop dat de Duitsers niet alle verspreide schepen zouden kunnen vinden en tot zinken brengen. Uiteindelijk werden de meeste verspreide schepen door vliegtuigen en U-boten afgemaakt, en de Duitse schepen bleven in de Altafjord.
Na deze tegenslag besloten de Britten het volgende konvooi PQ-18 een uitzonderlijk groot escorte te geven van torpedobootjagers en een escortevliegdekschip. Op die manier riskeerden ze geen grote schepen te verliezen en kon het konvooi zich toch weren tegen elke mogelijke dreiging: Onderzeeërs, vliegtuigen en oppervlakteschepen. Weer hielden de Duitsers hun oppervlakteschepen paraat om het konvooi te onderscheppen: de Tirpitz was in onderhoud, maar samen met de zware kruiser Admiral Scheer en de nieuw aangekomen lichte kruiser Köln begaf de Admiral Hipper zich ter voorbereiding naar de Altafjord, maar opnieuw verbood Hitler de inzet van zware schepen.
In november 1942 moesten de Geallieerden alle zeestrijdkrachten bundelen voor Operatie Torch, de landing in Noord-Afrika. Daardoor waren er niet genoeg escorteschepen beschikbaar om verdere PQ-konvooien te organiseren, en de konvooien werden dan ook opgeschort. In afwachting van verdere konvooien, ondernam de Admiral Hipper twee offensieve acties in Arctische wateren: tussen 24 en 28 september operatie Zarin, waarbij de Admiral Hipper zeemijnen ging leggen bij de eilandengroep Nova Zembla, en tussen 5 en 9 november operatie Hoffnung gericht tegen scheepsverkeer in de Barentszzee. Bij die laatste operatie bracht de escorte van de Admiral Hipper een Sovjettanker en een Sovjet escorteschip tot zinken.

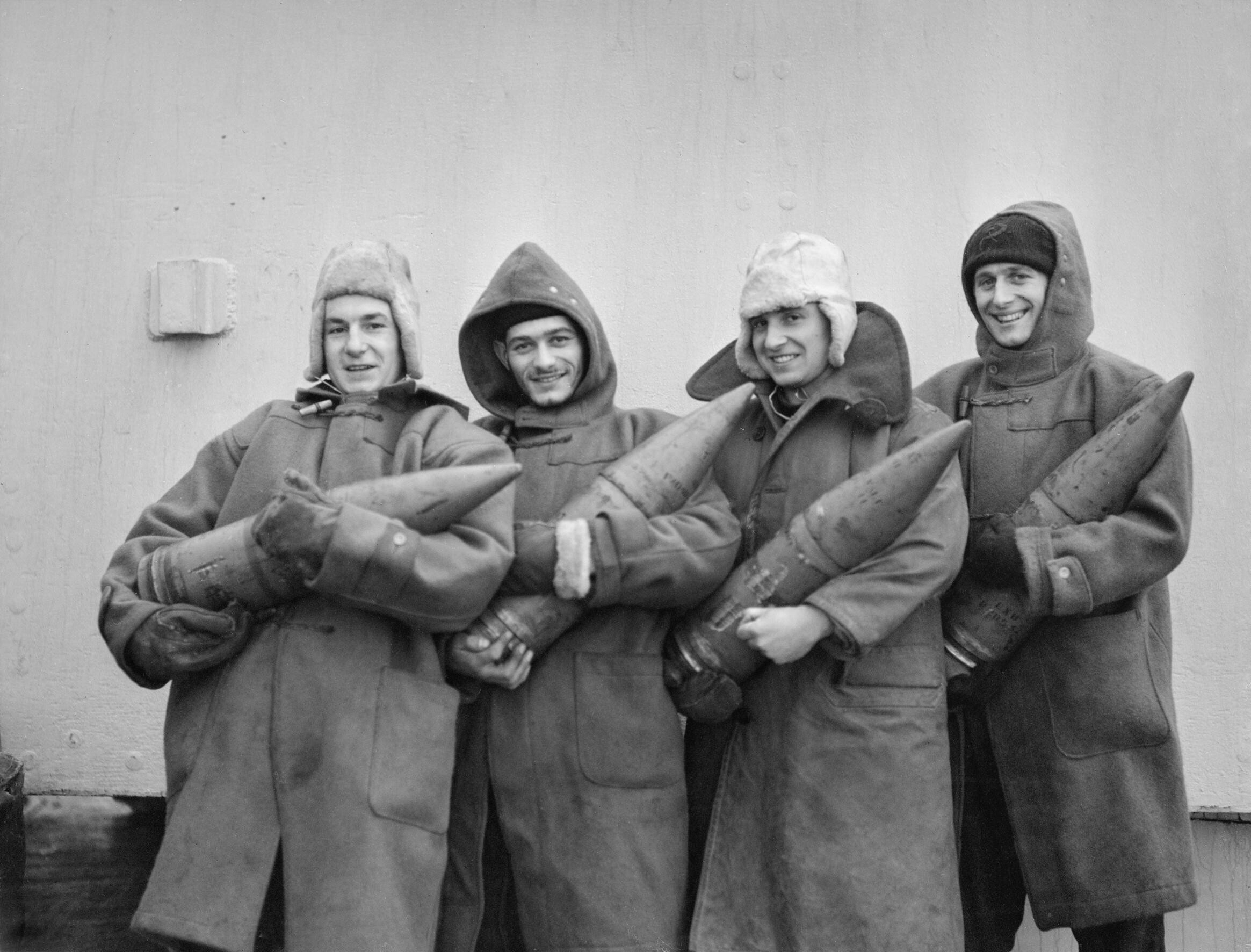
Trotse Britse kanonniers van de HMS Sheffield na de slag in de Barentszzee

### Keerpunt: zeeslag in de Barentszzee
De laatste groepsoperatie waar de Admiral Hipper aan deelnam was Operatie Regenbogen: de aanval in december 1942 op konvooi JW-51B, die leidde tot de slag in de Barentszzee. waarbij de Admiral Hipper de taak had het escorte weg te lokken, zodat de kruiser Lützow vrij spel zou hebben. De operatie mislukte, deels door de felheid waarmee de escorterende torpedojagers de Hipper afhielden, deels door de onervarenheid van de commandant van de Lützow, die de situatie te ongunstig achtte om de aanval door te zetten. De Admiral Hipper liep drie treffers op van 15 cm-granaten van de lichte kruiser HMS Sheffield. Er werden een Britse mijnenveger, een Britse en een Duitse torpedojager tot zinken gebracht. Het hele konvooi bereikte ongeschonden de Russische havens. Dit magere resultaat leidde tot het aftreden van admiraal Erich Raeder, wiens oppervlaktevloot tijdens de Tweede Wereldoorlog altijd al weinig had gepresteerd vergeleken met de onderzeebootvloot, en zijn opvolging door admiraal Karl Dönitz, waarna de Kriegsmarine zich meer dan ooit ging concentreren op onderzeeboten.

### In de Baltische zee

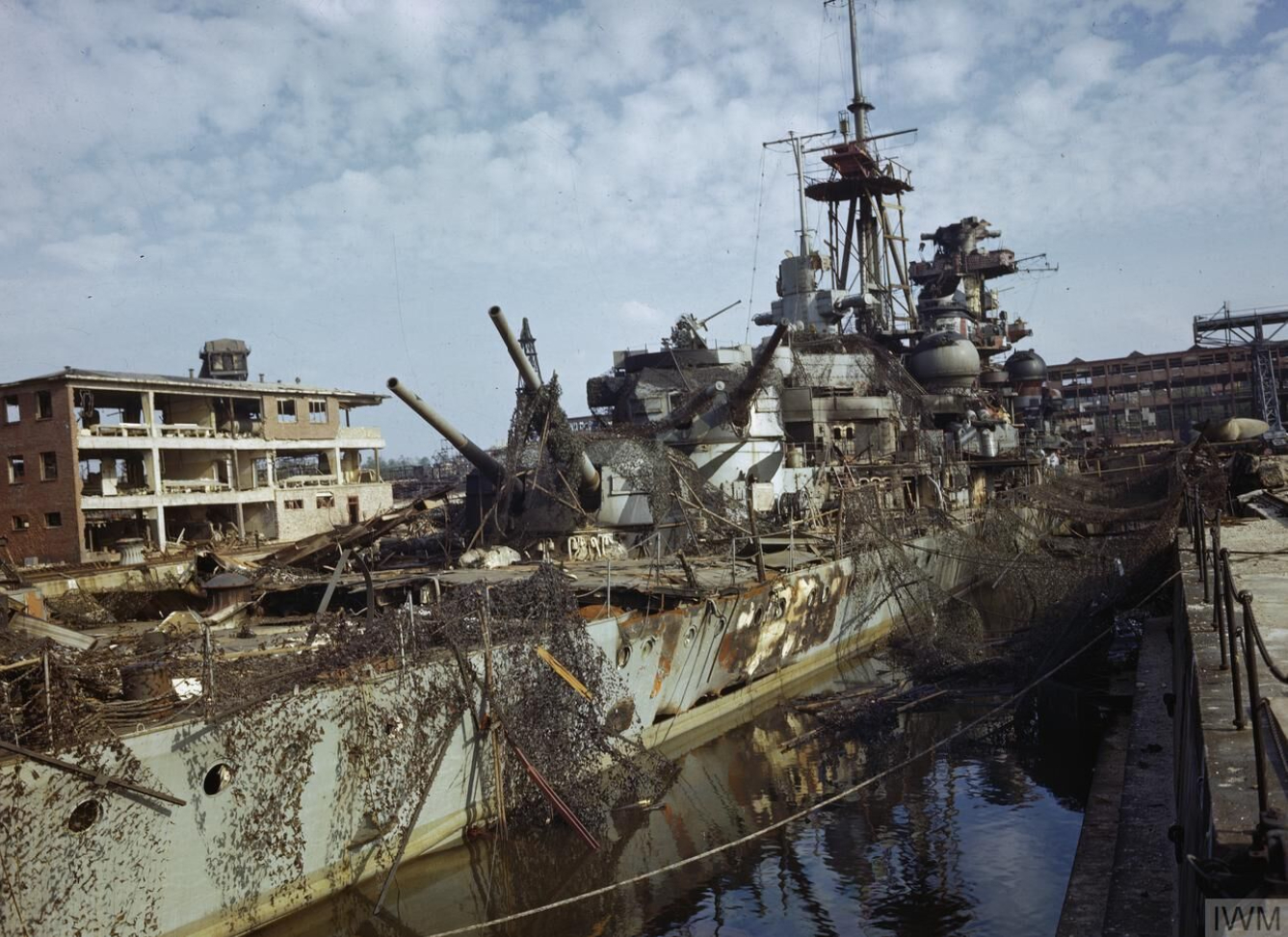
De zwaar beschadigde Admiral Hipper in het droogdok te Kiel, 1945

De Admiral Hipper werd daarna naar Kiel gehaald en buiten dienst gesteld. Op 7 maart 1944 werd hij toch weer tijdelijk als opleidingsschip in dienst genomen, maar de opgelopen gevechtsschade aan de stoomketels werd niet hersteld. Eind 1944 lag het schip weer werkloos in Gotenhafen. Toen het Rode Leger de stad dreigde te veroveren, voer de Admiral Hipper voor de laatste keer uit. Beladen met vluchtelingen zette hij koers naar Kiel. Even buiten Gotenhafen passeerde de Admiral Hipper de getorpedeerde en zinkende Wilhem Gustloff, maar hij mocht niet stoppen en deelnemen aan de reddingsacties wegens het duikbootgevaar.
Uiteindelijk belandde de Admiral Hipper in Kiel in het droogdok om toch enige reparaties uit te laten voeren aan de stoomketels. Bij een kleine luchtaanval op 3 april kreeg hij één treffer, maar bij een grote luchtaanval in de nacht van 8 op 9 april 1945 liep hij zware schade op.
Het merendeel van de bemanning moest het schip verlaten en werd ingelijfd bij de landtroepen. De restbemanning liet het schip springen. Na de Duitse capitulatie inspecteerden de Britten het schip dat hen zoveel ellende bezorgd had en namen de scheepsbel mee terug als trofee. De Admiral Hipper werd na de oorlog in Kiel uit het droogdok gesleept, op het strand gezet en ten slotte in 1949 gesloopt.